# Macrocystis pyrifera
Espèce
Synonymes
- Fucus giganteus Gaudichaud, 1826[2] [3]
- Fucus pyrifer Linnaeus, 1771[2] [3]
- Laminaria pyrifera (Linnaeus) J.V.Lamouroux, 1813[2]
- Laminaria pyrifera (Linnaeus) Lamouroux, 1813[3]
- Macrocystis angustifolia Bory de Saint-Vincent, 1826[2]
- Macrocystis communis Bory de Saint-Vincent, 1826[2] [3]
- Macrocystis humboldtii (Bonpland) C. Agardh, 1822[3]
- Macrocystis humboldtii (Bonpland) C.Agardh, 1822[2]
- Macrocystis integrifolia Bory de Saint-Vincent, 1826[2]
- Macrocystis laevis C.H.Hay, 1986[2]
- Macrocystis latifolius Bory de Saint-Vincent, 1826[2] [3]
- Macrocystis luxurians (J.D. Hooker & Harvey) J. Agardh, 1848[3]
- Macrocystis luxurians (J.D.Hooker & Harvey) J.Agardh, 1848[2]
- Macrocystis orbigniana Montagne, 1839[2] [3]
- Macrocystis pelagica Areschoug, 1848[2] [3]
- Macrocystis planicaulis C. Agardh, 1839[3]
- Macrocystis planicaulis C.Agardh, 1839[2]
- Macrocystis pyrifera var. humboldtii Bonpland, 1808[2] [3]
- Macrocystis pyrifera var. longibullata Reinsch, 1890[2]
- Macrocystis pyrifera var. luxurians J.D. Hooker & Harvey, 1847[3]
- Macrocystis pyrifera var. luxurians J.D.Hooker & Harvey, 1847[2]
- Macrocystis tenuifolia Postels & Ruprecht, 1840[2] [3]

Macrocystis pyrifera est une espèce d'algues brunes de la famille des Laminariaceae, du genre Macrocystis. C'est la plus grande des algues géantes dites kelp, plus grande que d'autres Laminariales également exploitées par l'Homme, qui peuvent aussi pousser à son couvert ou à proximité. Fixée sur des fonds rocheux par de solides crampons, Macrocystis pyrifera y forme des herbiers très denses, souvent comparés à des forêts sous-marines.

## Description
L’algue est fixée sur le fond rocheux marin par des crampons. La fronde se maintient dans la colonne d’eau et jusqu’à la surface grâce à des flotteurs caractéristiques en forme de poires, qui donnent leur nom à l’espèce : pyri = poire et fera = qui porte.
Cette espèce peut atteindre des longueurs exceptionnelles dans le monde végétal aquatique (jusqu’à 43 mètres).

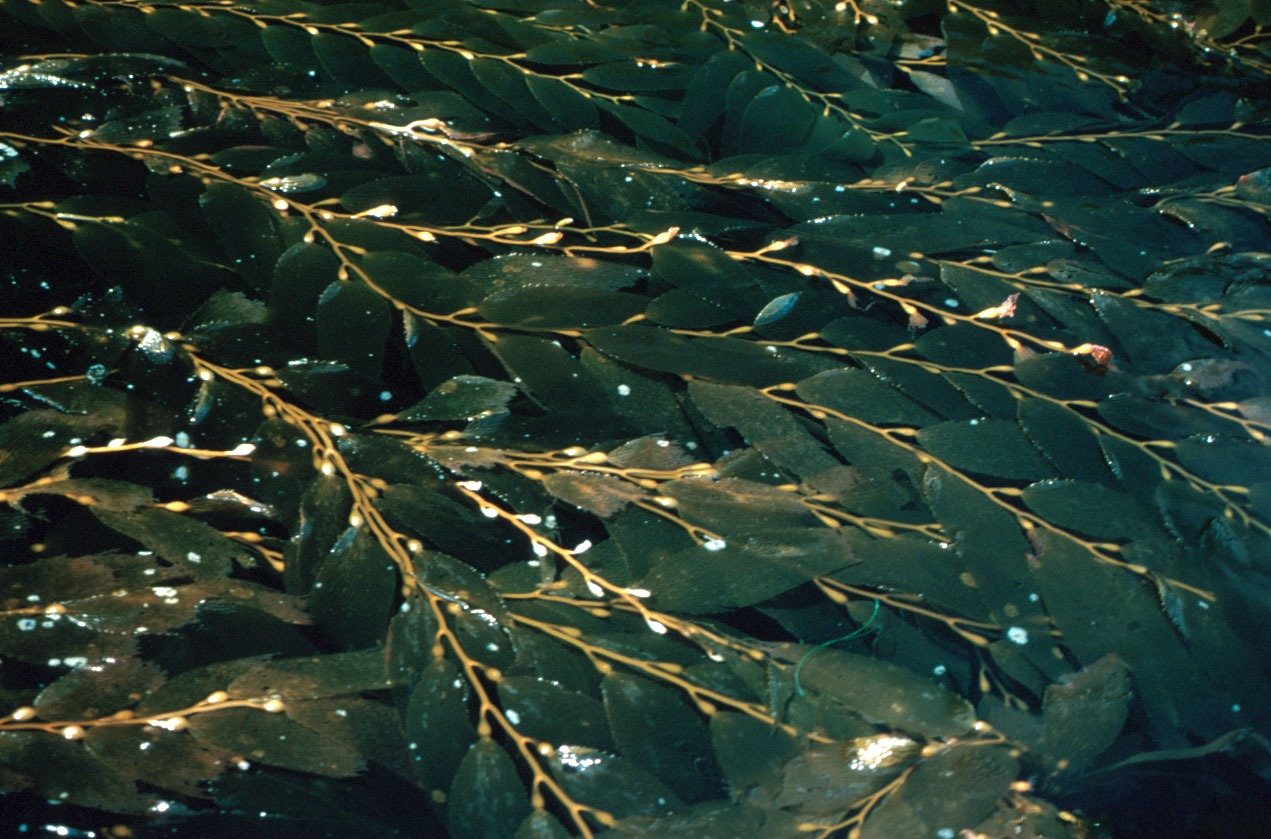
Les frondes de l’algue flottant à la surface de l’eau bénéficient de la lumière pour la photosynthèse.
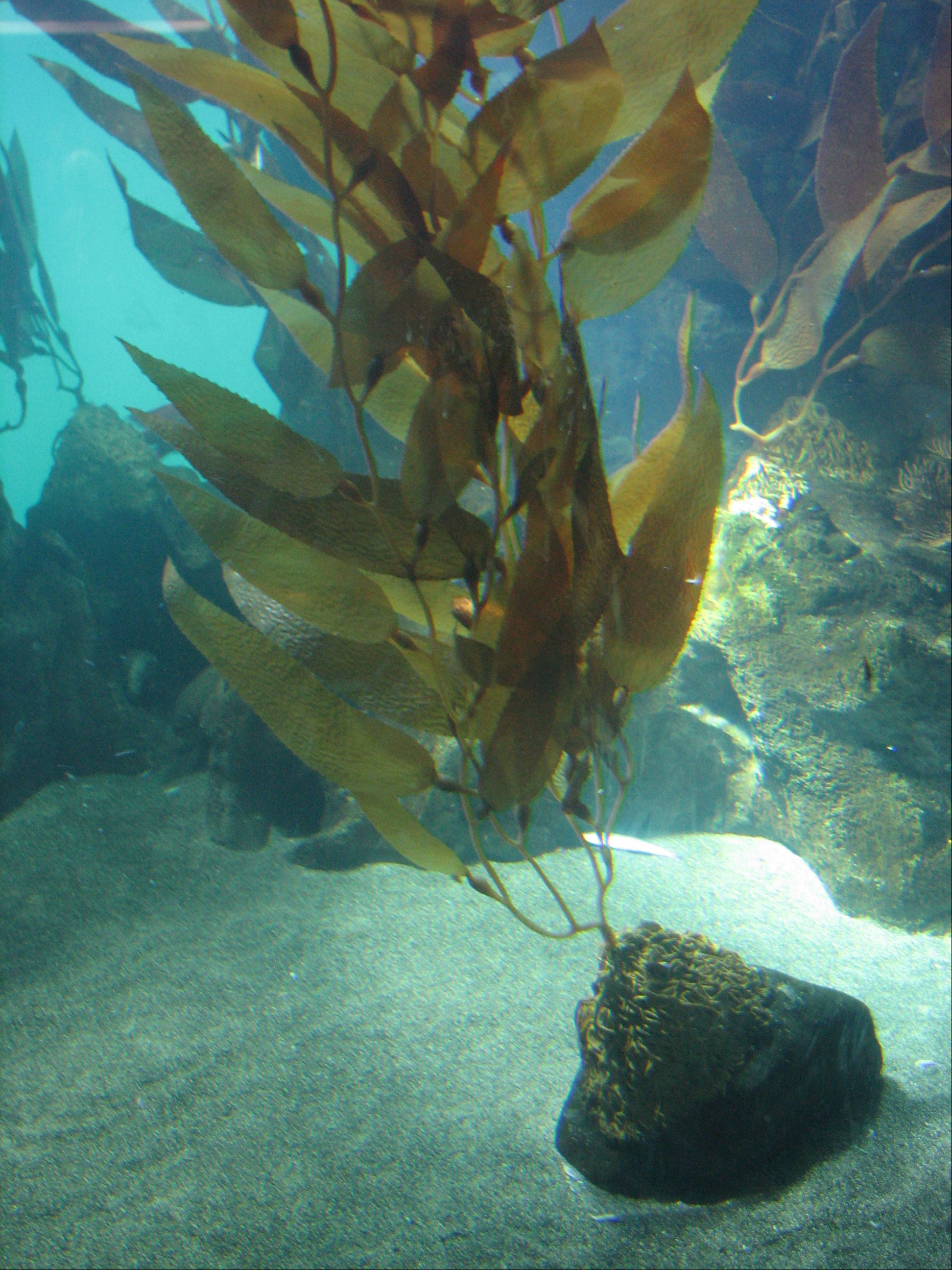
Le crampon, bien différent de certains crampons ventouses d'autres algues, permet l’accrochage de l’algue sur les rochers des fonds marins.
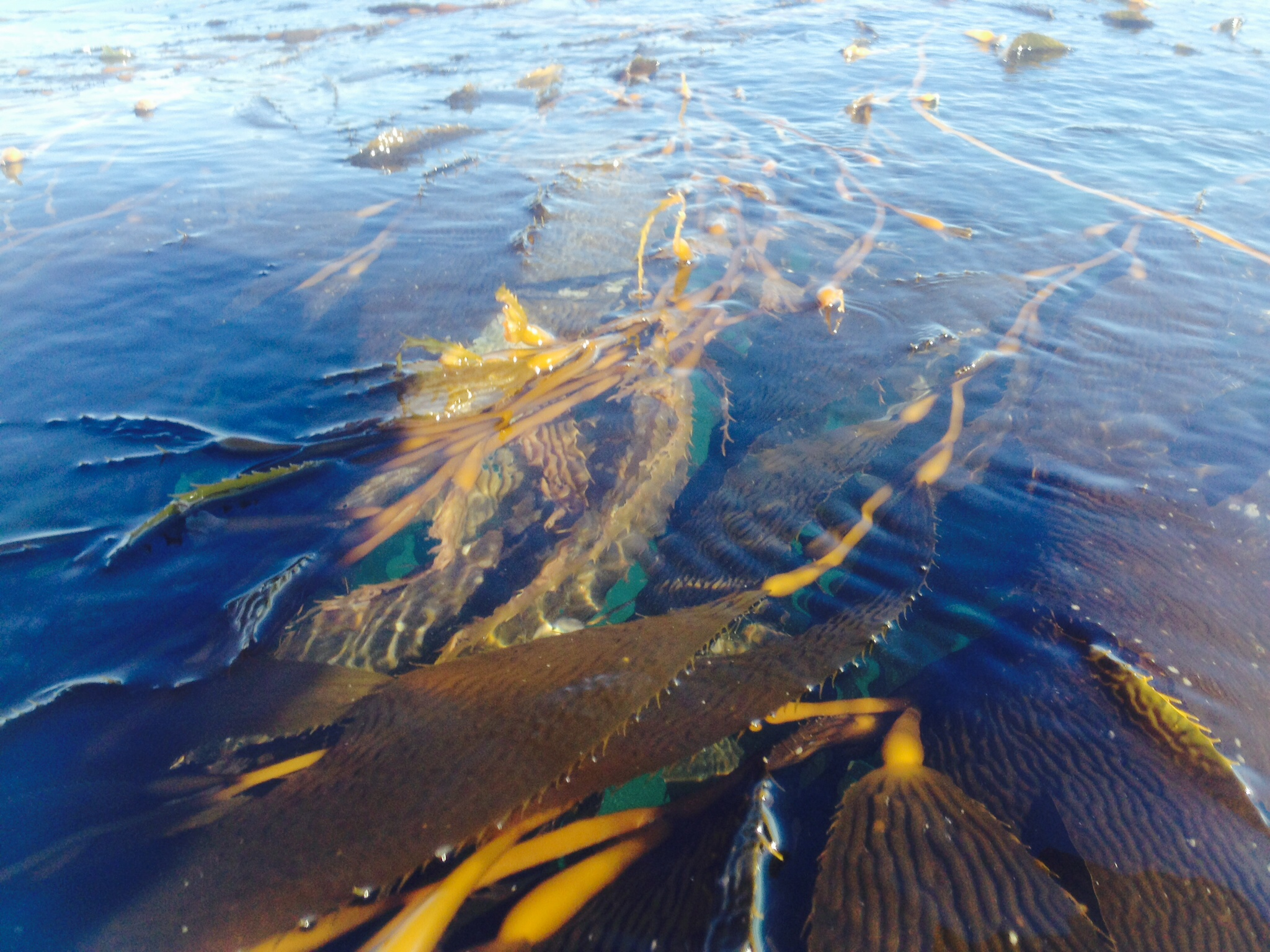
Fronde de Macrocystis flottant en surface au large de Santa Cruz Harbor (Californie).

## Répartition
Cette algue brune forme des herbiers ou forêts sous-marines à proximité des continents (baies, fjords, côtes californiennes) ou autour d'îles (ex : Nouvelle-Zélande, îles Kerguelen, îles Crozet, etc) et sur certains hauts-fonds rocheux.

## Écologie

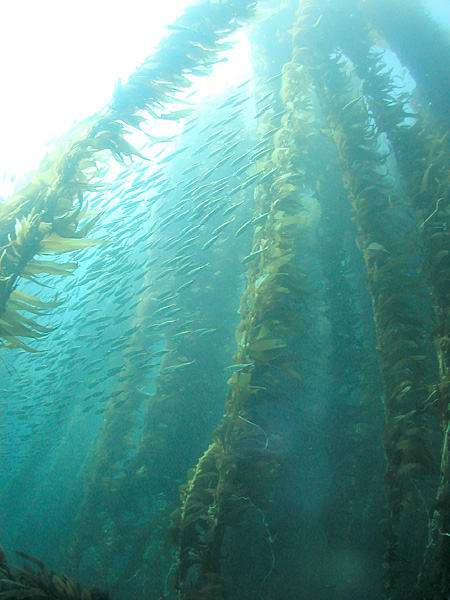
Forêt de kelp au large de l’Île San Clemente de l’archipel des Channel Islands de Californie, un habitat pour de nombreuses espèces.
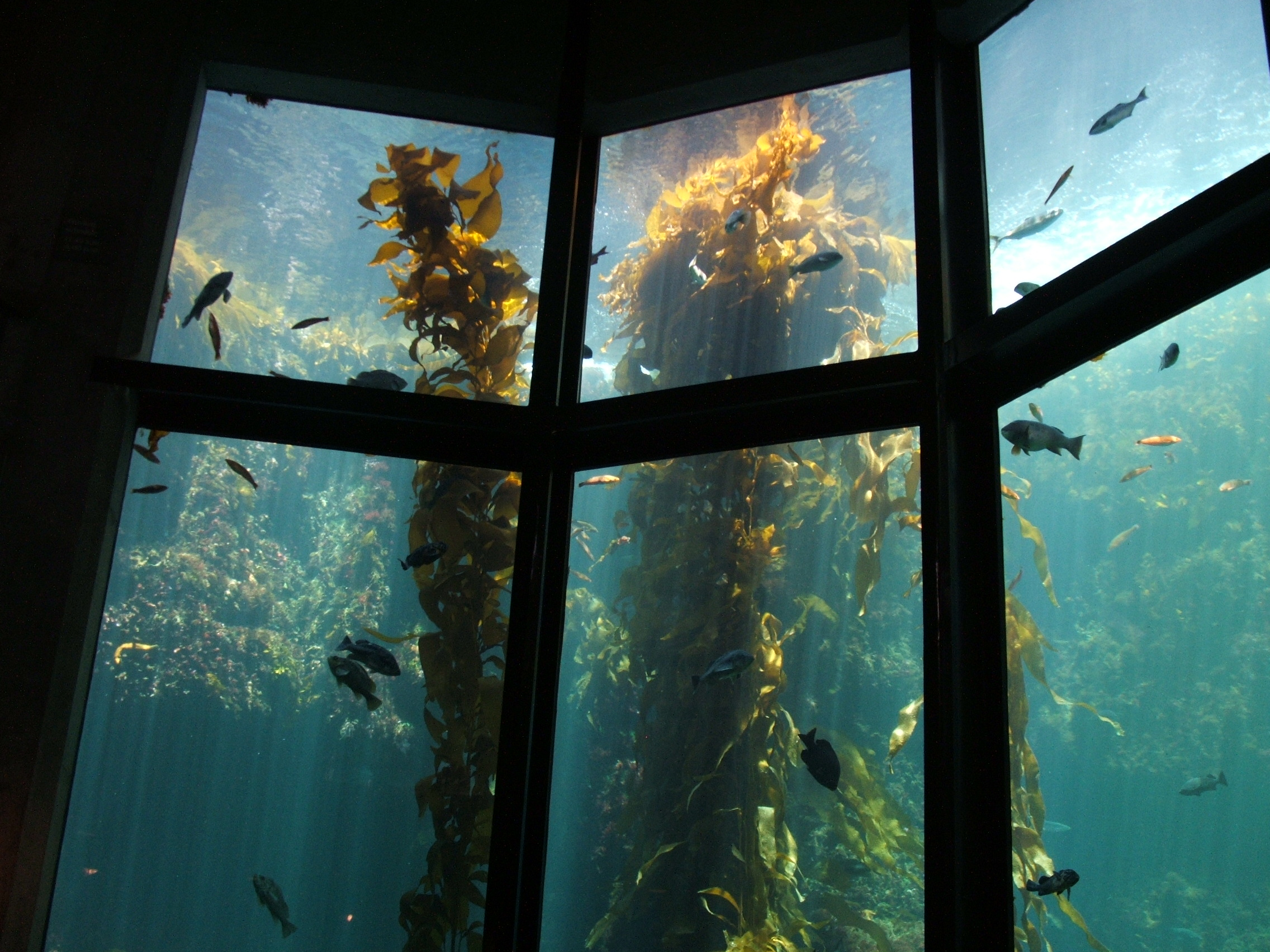
Macrocystis est très décorative et offre de nombreux abris dans les grands aquariums publics (Aquarium de la baie de Monterey, USA).
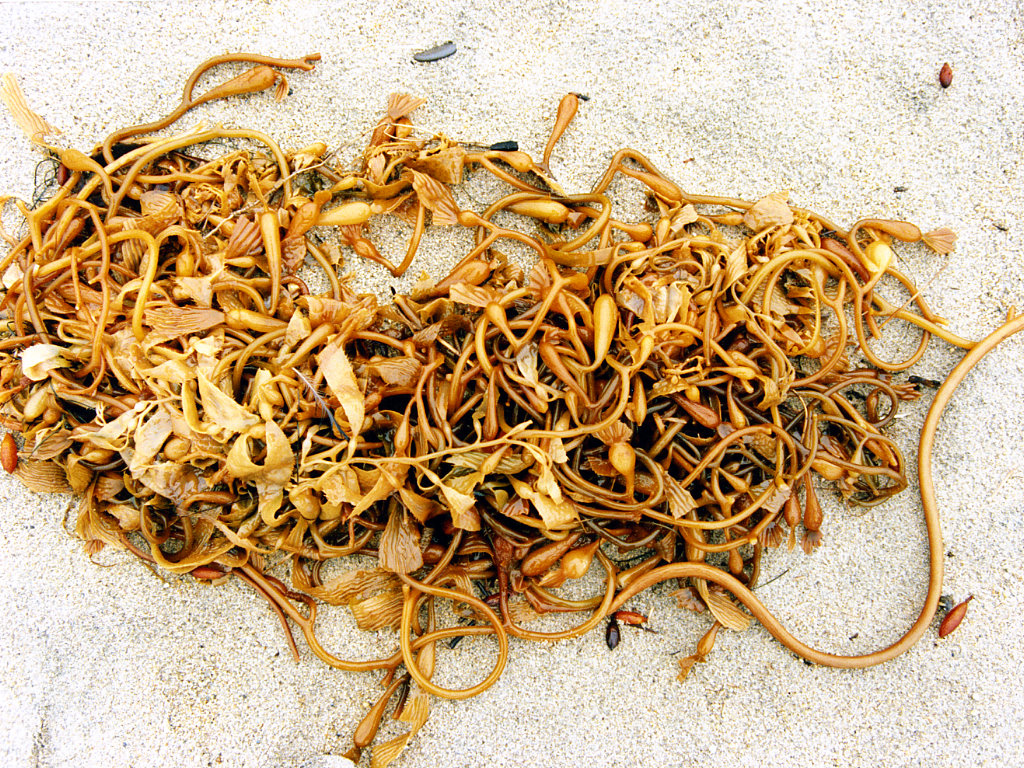
Laisse de mer.

Par allusion aux forêts terrestres, les populations d'algues géantes sont souvent qualifiées de « forêts sous-marines », dont les frondes de M. pyrifera forment l'équivalent d'une canopée par leurs rameaux qui atteignent la surface.

Macrocystis pyrifera est souvent dominante dans ces forêts, ou Nereocystis luetkeana, le sous-étage étant occupée par d'autres Laminariales, par exemple en Californie ; Pterygophora californica Ruprecht ou Laminaria setchellii P.C. Silva) ou encore Durvillaea antarctica dans l'hémisphère sud. Sous le couvert de ces forêts et dans le kelp se développent de nombreuses étoiles de mer, crustacés, corallines (articulées et non articulées), invertébrés, poissons, etc. C'est aussi un des habitats essentiels de la loutre de mer.

Grâce aux ondulations des algues animées par la houle et le courant, la photosynthèse est efficace jusqu'à plusieurs dizaines de mètres de fond quand l'eau est claire, ce qui pourrait expliquer un développement parfois plus important dans les zones exposés que dans les zones abritées du vent où cependant la distribution des algues est plus homogène et régulière. Le kelp semblent se développer avec une taille, une densité, une profondeur et une profondeur d'ancrage variant selon l'exposition du littoral aux tempêtes, le relief du fond, le degré de pente (surtout si le lieu est proche d'un rivage exposé aux tempêtes) mais aussi selon la température de l'eau (les épisodes El Nino ont montré que le réchauffement de l'eau est un facteur important de perturbation du kelp,.
De la même manière que le bois mort reste en tant que nécromasse une ressource importante pour l'écosystème forestier, le kelp mort reste encore un support pour le vivant, mais qui peut être exporté et intégré dans les laisses de mer.

## Usages

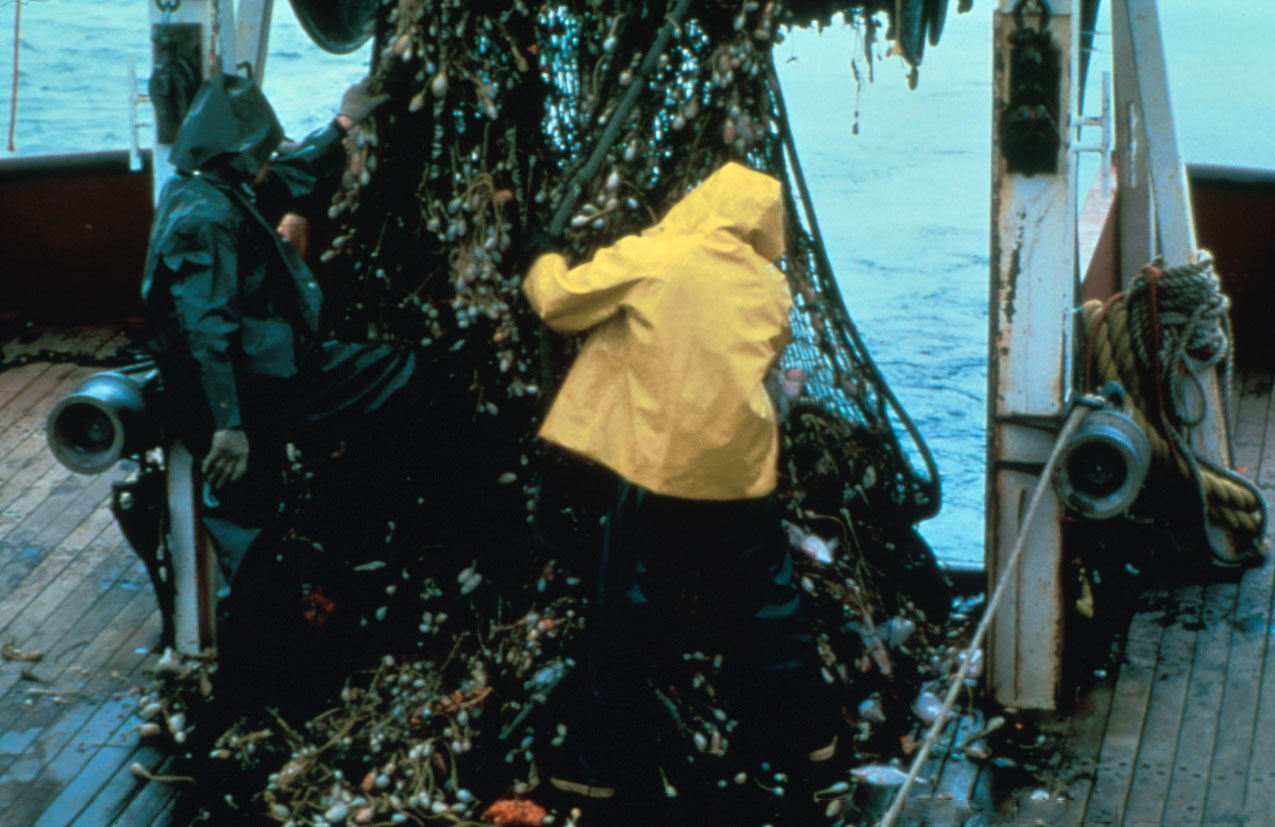
Récolte industrielle.

Le kelp est maintenant récolté de manière industrielle, à l'aide de bateaux spécialisés.

## Menaces
Les forêts de kelp sont menacées par la surexploitation par l'homme, mais aussi par des déséquilibres écologiques. Par exemple, là où la loutre de mer a régressé (chasse, dérangement, empoisonnement par les métaux lourds qu'elle accumule comme prédateur situé au sommet de la pyramide alimentaire), le kelp régresse aussi puisque la loutre consomme des animaux prédateurs du kelp. On peut supposer que les pollutions marines (désherbants, eutrophisation) ne sont pas sans effet sur ces algues quand ils atteignent des taux importants.
Si cette algue était introduite hors de son aire normale de répartition (introduction envisagée en Bretagne dans les années 1970), elle pourrait éventuellement devenir elle-même une menace pour des espèces locales et poser de graves problèmes écologiques, par exemple en devenant invasive.

## Liste des variétés
Selon Catalogue of Life (22 novembre 2012) :
- variété Macrocystis pyrifera var. humboldtii

Selon World Register of Marine Species (22 novembre 2012) :
- variété Macrocystis pyrifera var. longibullata Reinsch, 1890